# Жюльен, Кристина
Кристина Мари Катрина Жюльен (фр. Christina Marie Katrina Julien; 6 мая 1988, Корнуолл, Онтарио) — канадская футболистка и хоккеистка, нападающая. Выступала за сборную Канады.

## Биография

### Клубная карьера
В юности занималась футболом в команде школы района Чар-Лан и клубе «Корнуолл Блэйзерс». В 2006 году поступила в американский университет Джеймса Мэдисона (Вирджиния), где изучала кинезиологию, играла за университетскую команду «Джеймс Мэдисон Дьюкс» в студенческих соревнованиях, за 4 года забила 44 гола в 87 матчах (второй результат по голам в истории команды на тот момент). Одновременно с этим, выступала за канадские клубы, игравшие в североамериканской любительской W-лиге. С клубом «Оттава Фьюри» неоднократно становилась победительницей своего дивизиона, выходила в полуфинал и финал (2011) плей-офф.
В 2012 году играла в высшем дивизионе Швеции за «Йитекс», но не смогла закрепиться в составе. В первой половине сезона провела 10 матчей, лишь два из них начала в стартовом составе, и забила один гол, а после летнего трансферного окна попадала только на скамейку запасных.
Весной 2013 года перешла в российский клуб «Россиянка». Дебютный матч в высшей лиге России сыграла 12 апреля 2013 года против «Измайлово», а первый гол забила 25 апреля в ворота «Дончанки». Всего весной 2013 года сыграла 7 матчей и забила 2 гола в чемпионате России и 2 матча в 1/4 финала Лиги чемпионов. Вице-чемпионка России сезона 2012/13.
Летом 2013 года принимала участие в матчах плей-офф W-лиги в составе «Лаваль Кометс», её клуб стал финалистом соревнований. Затем выступала в чемпионате Австралии за «Перт Глори».
В начале 2014 года перешла в немецкий клуб «УСВ Йена», в его составе за полтора сезона сыграла 32 матча и забила 8 голов в чемпионате Германии. В сезоне 2015/16 играла за другой клуб Бундеслиги — «Кёльн», в 11 матчах не отличилась ни разу. По окончании сезона завершила карьеру в футболе.

### Карьера в сборной
В национальной сборной Канады дебютировала 5 марта 2009 года в товарищеском турнире на Кипре в игре против Новой Зеландии и в этом же матче забила свой первый гол.
Победительница Золотого кубка КОНКАКАФ 2010 года. Участница чемпионата мира 2011 года (2 матча). Победительница Панамериканских игр 2011 года (5 матчей, 2 гола). Включалась в предварительный список сборной Канады перед Олимпиадой 2012 года, но в окончательный состав не попала.
С лета 2012 года практически не играла за сборную, в этот период выходила на поле только в матчах турнира на Кипре в 2013 и 2015 годах. Всего в составе сборной в 2009—2015 годах сыграла 54 матча и забила 10 голов.

### Выступления в хоккее
Во время учёбы в школе занималась хоккеем. Победительница национального чемпионата среди 18-летних 2005 года с командой «Онтарио Ред».
С 2016 года играла в чемпионате Австралии (лига AWIHL) за «Мельбурн Айс». В сезоне 2016/17 команда финишировала третьей из четырёх участников, а спортсменка стала лучшим бомбардиром чемпионата с 32 очками (19+13) в регулярном чемпионате. В сезоне 2017/18 стала вице-чемпионкой регулярного сезона и победительницей плей-офф, а в сезоне 2018/19 — победительницей обоих турниров и снова лучшим бомбардиром с 37 очками (24+13). В 2019 году избрана капитаном команды. В сезоне 2019/20 со своим клубом стала третьей (из 5 команд).